# Cladonia mutabilis
Cladonia mutabilis är en lavart som beskrevs av Vain. Cladonia mutabilis ingår i släktet Cladonia och familjen Cladoniaceae.   Inga underarter finns listade i Catalogue of Life.